# Сакаловка
Сака́ловка (укр. Сакалівка) — село, Великообуховский сельский совет, Миргородский район, Полтавская область, Украина.
Код КОАТУУ — 5323280704. Население по переписи 2001 года составляло 74 человека.
Село указано на подробной карте Российской Империи и близлежащих заграничных владений 1816 года как Соколовка

## Географическое положение
Село Сакаловка находится на левом берегу реки Псёл, выше по течению на расстоянии в 9 км расположено село Лютенька, ниже по течению на расстоянии в 2 км расположено село Панасовка. Река в этом месте извилистая, образует лиманы, старицы и заболоченные озёра.